# أوكتافيان غوغا
كان أوكتافيان غوغا (1 أبريل 1881-7 مايو 1938) سياسيًا رومانيًا ينتمي إلى اليمين المتطرف، وشاعرًا، وكاتبًا مسرحيًا، وصحفيًا، ومترجمًا.

## النشاط

### النشاط الصحفي
ارتبطت بدايات الشاعر الصحفية بمجلة لوسيَفارول التي تأسست بمبادرة منه في 1 يوليو 1902 في بودابست، بالتعاون مع ألكساندرو تشيورا وأوكتافيان تاسلاوانو. بقي غوغا في منصب رئيس التحرير أو المدير بالتتابع حتى عام 1912. كان ظهور مجلة لوسيَفارول مرتبطًا إلى حد كبير بهواجس وهموم الطلاب الشباب، الذين كانت تراودهم نفس الأحلام:
مجلتنا، بصفتها لسان حال الشباب، تهدف إلى تعريفنا بالجمهور عن كثب، وإقامة رابطة أوثق بين الجمهور والشباب.

-أو. غوغا
أدرك هؤلاء الشباب في بودابست أن عليهم واجب الدفاع عن مُثل مجتمع بأكمله.
«بمثل هذا الفيض من الأفكار»، يقول غوغا: «تأسست مجلة بودابست لوسيَفارول في عام 1902. خلال أربع سنوات قضيتها هناك، وعام في برلين، مضينا قُدُمًا مؤكدين على فكرة وحدة الروح».
ظهرت مجلة لوسيَفارول في بودابست في 1 يوليو 1902، بمبادرة ودعم مادي من إيه.بّي. بانو، مدعومًا بمجموعة من الطلاب الرومانيين الوطنيين. قال غوغا: «كانت ترانسيلفانيا تفتقر أيضًا إلى مجلة أدبية تُطبَع في صفحاتها الروح المحلية الخالصة بكل ما فيها من فروق مميزة عن بقية أمتنا». كانت مساهمة أوكتافيان غوغا في بروز لوسيَفارول هائلة، فكتب إيون تشينيزو «كتب أوكتافيان غوغا لمجلات أخرى، بل وأسس بعضها، ولكن اسمه مرتبط بمجلة لوسيَفارول».
ازدادت اهتماماته الإعلامية مع مرور الوقت مع نشاطه في جمعية ترانسيلفانيا للأدب والثقافة الرومانية للشعب الروماني، مما كشف عن جانب آخر من موهبته الأدبية. ظهرت مجلة تارا نوسترا في 1 يناير 1907 تحت إشرافه، لتحل مؤقتًا محل مجلة ترانسيلفانيا.
ظهر غوغا، الذي أدار هذه المجلة الأسبوعية بفعالية، أولًا كمحرر ثم كمالك ومحرر. نشر في العدد الأول افتتاحية بعنوان «إلى علمائنا»، وذكر فيها أنه يهدف إلى كتابة: «صحيفة جيدة. صحيفة تجسر الفجوة بين أرواح العلماء والفلاحين الذين يجلسون لقراءتها أيام الأحد. سيعبّر كل العلماء، الذين يشعرون في قلوبهم بصدى الواجب الذي يطالب بالوفاء، عن رأيهم في هذه الصحيفة، التي ستعود أرباحها بالنفع على مؤسستنا الثقافية». ظهرت مجلة تارا نوسترا أسبوعيًا في سيبيو حتى 5 ديسمبر 1909، وظهرت مرة أخرى في كلوج (1922-1931)، مع أوكتافيان غوغا كمدير، ثم في بوخارست (1932-1938). خُصِّصَ عدد 29 مايو 1938 لذكرى مؤسسها الذي توفي في 7 مايو.
برز غوغا كصحفي لامع، حتى اندلاع الحرب العالمية الأولى، من خلال مقالاته التي نُشِرَت في مجلة تارا نوسترا وصحيفة إيبوكا، وصحيفة أديفارول، ومجلة فلاكارا، ومجلة رومانيا، إذ كانت نثريته الصحفية قابلة للمقارنة من الناحيتين الأسلوبية والموضوعية مع ميهاي إمينسكو. تناولت مقالاته قيمة عمل كاتب النثر الموهوب، وكانت الكتابات النثرية (المضمنة في مجلد بريكورسوري) إما خطابات ألقيت في اجتماعات الأكاديمية، أو خطابات احتفالية، أو ببساطة تكريمات لشخصيات أو أصدقاء الكاتب. خصص تودور فيانو، الذي اعتبرها قطعًا مختارة في تاريخ محتمل لفن رسم الشخصيات، فصلًا مهمًا لها في كتابه فن القصص الرومانية القصيرة.
ركز غوغا اهتمامه الإعلامي على قضايا «الرومانية» (أصل الرومانيين، والاستمرارية غير المنقطعة في تكوّن الشعب الروماني، وفكرة وحدة جميع الرومانيين، ومثالية الاتحاد في دولة الأمة، والكفاح ضد الاضطهاد النمساوي المجري). تمكن من تعزيز علاقاته الثقافية مع رومانيا، نحو الاتحاد السياسي الذي تحقق لاحقًا، من خلال مجلة لوسيافارول. عملت مجلة تارا نوسترا، التي ركزت على إيديولوجية غوغا، على تقوية علاقاتها مع الناس في القرى، فكانت توجههم وتساعدهم في تلبية احتياجاتهم الروحية والمادية.

### الترجمة
كان غوغا، المعارض للسياسة الترانسيلفانية للحكومات المجرية، في الوقت نفسه معجبًا بالأدب المجري الكلاسيكي والحديث. درس أعمال سشاندور بيتوفي وإيمري ماداش خلال مرحلة دراسته الثانوية في سيبيو ثم خلال دراسته الجامعية في بودابست، وكان صديقًا مقربًا لإندري آدي. جذب إيمري ماداش غوغا منذ شبابه، وتعود محاولاته الأولى في ترجمة تراجيديا الإنسان إلى سنوات دراسته. ظهرت تراجيديا الإنسان في شكل كتاب ترجمه غوغا في عام 1934، بعد نشر بضع اللوحات والمشاهد من تراجيديا الإنسان، في لوسيَفارول (1903) أو في تارا نوسترا (1909)، واستُقبلت على أنها «إبداع شعري لامع له نفس قيمة الأصل». ظهرت الطبعة الرومانية الثانية (1940) منقحة من قبل المؤلف.
كتب تودور فيانو أن ميمينتو موري وتراجيديا الإنسان هما «قصيدتان عن الإنسانية تُرى من خلال آمال الشعوب وهزائمهم وصراعاتهم». لاحظ جورج كالينسكو أن ترجمة غوغا قد أُنجِزَت باللغة الرومانية التي تقترب من كمال وجمال لغة إمينسكو: «إنها لغة وأسلوب إمينسكو المناسبان لعصرنا، ومن المثير للاهتمام بالتحديد رؤية شاعر كلاسيكي يتمكن من أن يكون تشكيليًا من خلال الكلمات، ووقعها على الأذن، وليس من خلال الألوان».

### النشاط السياسي
أصبح غوغا رسولًا للتطلعات الوطنية للرومانيين الترانسيلفانيين، فانتُخِبَ أمينًا أدبيًا للجمعية الترانسيلفانية للأدب والثقافة للشعب الروماني (أسترا) في سبتمبر 1906. أسس غوغا أنشطة أهم مؤسسة ثقافية في ترانسيلفانيا من خلال عمله مع أوكتافيان كودرو تاسلاوانو. اتخذ غوغا موقفًا نقديًا تجاه الاستغلال الذي تعرض له الفلاحون الرومانيون وتجاه حكام رومانيا في تلك الفترة من خلال المقالات التي نُشرت في مجلة تارا نوسترا. اعتُقِلَ غوغا نتيجة لهذه المواقف في شتاء عام 1911 لمدة شهر في سجن سيغيد، حيث زاره إيون لوكا كاراجياله، الذي احتج على اعتقاله في مقاله بعنوان وضع محرج. اعتُقِلَ غوغا مرة أخرى في عام 1913 في سيغد.
استقر غوغا في رومانيا بعد اندلاع الحرب العالمية الأولى، واستمر في النضال من أجل ضم ترانسيلفانيا إلى رومانيا وإتمام وحدة الدولة الرومانية. أطلق حملة إعلامية واسعة النطاق في صحيفتي أديفارول وإيبوكا حول وضع الإخوة عبر جبال الكاربات، الذين كانوا يتعرضون للاضطهاد. وقع غوغا، بالتعاون مع أوكتافيان كودرو تاسلاوانو وأونيسيفور غيبو وسيباستيان بورنيميزا، على رسالة إلى الصحفيين الترانسيلفانيين الذين لجأوا إلى رومانيا (إيبوكا، 15 يونيو 1915)، بهدف مواصلة العمل الإعلامي لضم ترانسيلفانيا.
عُقد «المؤتمر الاستثنائي للرابطة الثقافية» في 14 ديسمبر 1914 (وكان الرئيس فاسيلي لوكاتشيو، ونائب الرئيس باربو ستيفانيسكو ديلافرانشيا، والسكرتير نيكولاي يورغا وغوغا عضوًا في اللجنة التي تمثّل ترانسيلفانيا).
صرح غوغا في الاجتماع الذي نظمه «الاتحاد السياسي لجميع الرومانيين» في بوخارست، بتاريخ 15 فبراير 1915، قائلًا: «من أجل تضحية الغد عبرنا الحدود، فتعالوا إلى ولاشيا. فقدنا وطننا، فقدنا بلادنا، ولكننا ما زلنا نحتفظ برؤوسنا. نحن نمنحها لكم، افعلوا بها ما تشاؤون. يمكن أن تسقط الرؤوس، لكن ترانسيلفانيا لا يمكن أن تسقط».
قدمت الحكومة المجرية في بودابست غوغا، كمواطن نمساوي مجري، إلى المحاكمة بتهمة الخيانة العظمى بسبب نشاطه السياسي في رومانيا، وحكمت عليه بالإعدام غيابيًا. انضم إلى الجيش الروماني وقاتل كجندي في دبروجة. اضطر غوغا إلى مغادرة رومانيا إلى فرنسا عندما انتهت الأعمال العدائية ووُقع السلام في بوخارست. تأسس «المجلس الوطني للوحدة الرومانية» في باريس في صيف عام 1918، وهو منتدى للضغط على القوى العظمى لتحقيق وحدة الدولة الرومانية. عاد غوغا إلى رومانيا الكبرى في بداية عام 1919.